# Исмагамбетова, Магавья Сеиловна
Магавья Сеиловна Исмагамбетова (15 апреля 1932, Белое, Уральская область — 7 июня 2013, Астана) — советский государственный и партийный деятель. Член ЦК Коммунистической партии Казахстана (1961—1966).

## Биография
Родилась 15 апреля 1932 года в деревне Белой Беловского сельсовета Звериноголовского района Уральской области, ныне деревня входит в Куртамышский муниципальный округ Курганской области. В семье было 10 детей, Магавья — старшая.
В 1930-е годы родители вернулись в Казахстан, и Магавья училась в Демьяновской средней школе Узункольского района Кустанайской области, которую окончила в 1949 году.
Работала пионервожатой в родной школе. В 1950 году на районной комсомольской конференции избрали вторым секретарем Узункольского районного комитета ЛКСМ Казахстана, а через некоторое время она стала первым секретарём.
Осенью 1954 года её направили на учебу в Центральную комсомольскую школу при ЦК ВЛКСМ, в Москву. Окончив курс наук, через два года она вернулась на прежнее место работы.
В 1959 году в течение месяца работала в составе казахстанской делегации на VII Всемирном фестивале молодёжи и студентов в городе Вене, Австрия.
В 1959 году избрана первым секретарем Кустанайского обкома комсомола.
В начале 1961 года, на первой краевой партконференции она была избрана членом Целинного крайкома партии. В марте 1961 года её перевели на работу в Целиноград заместителем председателя Целинного крайисполкома, где она работала до упразднения 19 октября 1965 года Целинного края. Курировала сферу образования, здравоохранения и культуры. Затем работала заместителем председателя исполнительного комитета Целиноградского областного Совета депутатов трудящихся.
С 1961 по 1966 год — член ЦК Коммунистической партии Казахстана.
В 1965 году заочно окончила исторический факультет Карагандинского педагогического института.
С 1967 по 1976 год — председатель Казахского общества дружбы и культурных связей с зарубежными странами. В 1971 году по линии Общества дружбы и культурных связей с зарубежными странами в составе делегации республики побывала в Румынии, позднее — с ансамблем «Целинник» на фольклорном фестивале стран Европы в Германской Демократической Республике.
В декабре 1975 года избрана секретарём Целиноградского областного комитета Коммунистической партии Казахстана по идеологии, проработала в этой должности до апреля 1988 года.
С 1977 по 1985 год — член Комитета советских женщин.
Летом 1982 года в Целинограде проходил III Всесоюзный слёт трудовых объединений школьников, организованный ЦК ВЛКСМ и Министерством просвещения СССР при активном участии Целиноградского обкома партии. По итогам слёта за большой вклад в трудовое воспитание молодежи М. С. Исмагамбетова награждена орденом Дружбы народов.
В 1988—1990 годах полтора года заведовала в аппарате Целиноградского обкома партии сектором оргпартотдела.
С 1990 года работала заместителем председателя, председателем Акмолинского областного Совета ветеранов, член центрального Совета республиканской ветеранской организации.
С 2003 года — член Ассамблеи народов Казахстана.
Умерла 7 июня 2013 года в городе Астане Республики Казахстан, похоронена на Городском кладбище Астаны (мусульманская часть).

## Награды
- Орден «Курмет» № 1058, 2005 год[5][6]
- Медаль «20 лет независимости Республики Казахстан», 2011 год
- Орден Трудового Красного Знамени, трижды: № 522840, № 874299 и № 1091706
- Орден Дружбы народов № 48854, 1982 год
- Орден «Знак Почёта», трижды: № 329458, № 820054 и № 1085220
- Юбилейная медаль «За доблестный труд. В ознаменование 100-летия со дня рождения Владимира Ильича Ленина», 7 апреля 1970 года
- Медаль «Ветеран труда»
- Медаль «За освоение целинных земель», 3 апреля 1957 года[7]
- Персональный пенсионер союзного значения, с апреля 1988 года.
- Почётный гражданин Акмолинской области, октябрь 2009 года[8]